# Вэй Цзичжун
Вэй Цзичжун (англ. Wei Jizhong, кит. 魏纪中, род. 12 ноября 1936, Шанхай) —  китайский волейбольный функционер, президент ФИВБ (2008—2012).
Во время учёбы в школе с 16-летнего возраста Вэй Цзичжун играл за юниорские команды в городских волейбольных соревнованиях Шанхая. В 1954 поступил в Нанкинский университет. Принимал участие в студенческих чемпионатах страны. После окончания университета сосредоточился на спортивной организационной и тренерской работе.
В 1986 году Вэй Цзичжун был избран генеральным секретарём Олимпийского комитета (НОК) Китая. В 1986—1997 — вице-президент Китайской ассоциации волейбола. В 1988—1997 — директор по внешним связям Государственного департамента спорта Китая. Президент Китайской ассоциации тхэквондо. Член Бюро Олимпийского совета Азии.
Председатель Комитета Азиатской конфедерации волейбола (AVC) по маркетингу (1997—2001). В 2001 на 14-м Конгрессе AVC в Бангкоке (Таиланд) был избран президентом Азиатской конфедерации волейбола. На этом посту оставался до своего избрания президентом Международной федерации волейбола (ФИВБ) в 2008 году.
С 1982 года член, а с 1984 — председатель юридической комиссии Международной федерации волейбола (ФИВБ). С 2002 года — первый вице-президент ФИВБ.
В 2008 на 31-м Конгрессе ФИВБ в Дубае (ОАЭ) Вэй Цзичжун был избран президентом ФИВБ после ухода в отставку Рубена Акосты Эрнандеса, возглавлявшего организацию с 1984 года.
В 2008 году был избран членом Международного олимпийского комитета.
В сентябре 2012 на очередном Конгрессе ФИВБ, проходившем в Анахайме (США), ушёл в отставку с поста президента и избран почётным президентом Международной федерации волейбола.